# Wołokowaja (obwód smoleński)
Wołokowaja (ros. Волоковая) – wieś (ros. деревня, trb. dieriewnia) w zachodniej Rosji, centrum administracyjne osiedla wiejskiego Wołokowskoje rejonu smoleńskiego w obwodzie smoleńskim.

## Geografia
Miejscowość położona jest na prawym brzegu Udry, 3 km od jeziora Kaspla, przy drodze regionalnej 66N-1809 (Pyndino – Zamoszczje), 9 km od drogi regionalnej 66K-11 (Niżniaja Dubrowka – Michajlenki), 11 km od drogi magistralnej M1 «Białoruś», 20,5 km od drogi regionalnej 66A-71 (Olsza – Nowyje Batieki), 11,5 km od drogi federalnej R120 (Orzeł – Briańsk – Smoleńsk – Witebsk), 35 km od Smoleńska, 8 km od najbliższego przystanku kolejowego (Lelekwinskaja).
W granicach miejscowości znajdują się ulice: Aptiecznyj pierieułok, Centralnaja, Dacznaja, Ługowaja, Nadieżdy, Owrażnaja, Pocztowaja, Polewoj pierieułok, Sadowaja, Szkolnyj pierieułok, Wiesiołaja, Zapadnyj.

## Demografia
W 2010 r. miejscowość zamieszkiwało 275 osób.

## Historia
Pierwsze wzmianki o miejscowości pojawiły się już w pierwszej połowie XI wieku.
W czasie II wojny światowej od lipca 1941 roku dieriewnia była okupowana przez hitlerowców. Wyzwolenie nastąpiło we wrześniu 1943 roku.

## Osobliwości
- Dieriewnia z tysiącletnią historią doczekała się wierszy na swoją cześć: „Wołokowaja” (Natalja Jegorowa), „Dień rożdienija dieriewni” (J. Wołdynkin), „Wołokowaja” (P. A. Chalejew), „Małaja Rodina” (Władimir Michajłowicz Miszczenkow), „Kraj ty moj Wołokowskoj...”[8].
- Grodiszcze (pierwsze tysiąclecie n.e.) – położone 0,9 km na południe od wsi na prawym brzegu Urdy[9].
- Kurhan (na południowy wschód od dieriewni na prawym brzegu Urdy)[9]

## Urodzeni
- Iwan Markowicz Krużniakow (1909–1977) – odznaczony Orderem Sławy[10]